# Hemithyrsocera nagamitsui
Hemithyrsocera nagamitsui är en kackerlacksart som beskrevs av Roth, L. M. 1999. Hemithyrsocera nagamitsui ingår i släktet Hemithyrsocera och familjen småkackerlackor. Inga underarter finns listade i Catalogue of Life.